# Montée du Poupet
La montée du Poupet est une course de montagne reliant la ville de Salins-les-Bains au sommet du mont Poupet dans le département du Jura en France. Elle a été créée en 1985.

## Histoire
La course est créée en 1985 par l'office municipal des sports de la ville de Salins-les-Bains. 35 coureurs prennent le départ.
La rejoint le calendrier de la Coupe internationale de la montagne (CIME) en 1993. Cette promotion lui vaut un certain succès avec 442 inscrits. Elle est sélectionnée comme « super-cime » en 1996.
En 1994, le Croate Drago Paripović améliore le record du parcours en devant le premier à terminer l'épreuve sous l'heure. Il est battu en 2011 par Willy Nduwimana qui l'établit à 57 min 12 s.
La Belge Catherine Lallemand bat le record féminin du parcours en 2001 en terminant la première en moins de 1 h 10. Le record est battu par Dida Negasa en 2016 avec le temps de 1 h 6 min 20 s.
L'édition 2007 dépasse pour la première fois le millier d'inscrits.
La trentième édition en 2014 bat à nouveau un record de participation avec 1 422 coureurs au départ. Elle est alors annoncée comme la dernière car les organisateurs décident de cesser leur implication dans la course. Elle est sauvée par l'organisation Volodalen qui reprend l'organisation avec l'appui de l'Entente Jura Centre Athlétisme (EJCA) pour l'année suivante.
L'événément se diversifie en 2017 avec l'ajout de courses supplémentaires. Le petit Poupet, une course de 11 km et la montée du Fort, une course en contre-la-montre de 6 km. L'année suivante, un trail de 25 km, les forts du Poupet, complète le programme.
L'édition 2018 est marquée par l'absence des coureurs étrangers, bloqués dans un train au dernier moment par une grève de la SNCF. Ces derniers ne peuvent pas atteindre Salins-les-Bains pour prendre le départ de la course qui se déroule sans eux.
La course voit un nouveau changement d'organisation pour 2020. Paul Jeandot, le président de l'EJCA constate que l'organisation Volodalen ne satisfait pas les objectifs de l'événement et voit la participation baisser. Il décide de se passer de leurs services. L'organisation de la course est reprise seule par l'ECJA. Les courses annexes sont modifiées pour l'occasion. Le trail des Forts est remplacé par un trail urbain de 10 kilomètres. L'édition 2020 est cependant annulée en raison de la pandémie de Covid-19, tout comme l'édition 2021.

## Challenge des Courses de légende
Initialement prévu pour 2020, le challenge des Courses de légende a été reporté en 2021. Ce challenge consiste à participer et à être classé sur les distances reines de trois courses mythiques : 
- la montée du Poupet (17,5 km) ;
- le semi-marathon Marvejols-Mende (22,4 km) ;
- la descente de la Lesse (20,75 km) à Dinant (Belgique).

Le premier concurrent masculin et la première féminine seront récompensés, en plus d'un troisième concurrent tiré au sort.

## Parcours
Le départ est donné devant les salines de Salins-les-Bains. Le parcours, entièrement sur route goudronnée, traverse la ville de Salins-les-Bains et suit la route jusqu'au premier point culminant, le village de Saint-Thiébaud. Toujours en suivant la route, le parcours redescend sur Ivrey puis passe le second col, le crêt du Feu. Après une petite descente, il bifurque sur la route qui mène au sommet du mont Poupet où est donnée l'arrivée. Il mesure 17,5 km pour 666 m de dénivelé positif et 259 m de dénivelé négatif.

## Vainqueurs
| Année | Hommes                                              | Temps                                               | Femmes                                              | Temps                                               |
| ----- | --------------------------------------------------- | --------------------------------------------------- | --------------------------------------------------- | --------------------------------------------------- |
| 1985  | Steve Gallagher                                     | 1 h 9 min 0 s                                       | Nicole Guyon                                        | 1 h 41 min 40 s                                     |
| 1986  | Jean-Claude Foras                                   | 1 h 11 min 12 s                                     | Frédérique Mahieu                                   | 1 h 21 min 44 s                                     |
| 1987  | Serge Maniere                                       | 1 h 6 min 46 s                                      | Ida Perrier                                         | 1 h 29 min 23 s                                     |
| 1988  | Pierre Gindre                                       | 1 h 5 min 43 s                                      | Elisabeth Mesnage                                   | 1 h 22 min 45 s                                     |
| 1989  | Bruno Lime                                          | 1 h 3 min 13 s                                      | Yvette Chaffengeon                                  | 1 h 32 min 2 s                                      |
| 1990  | Jean-Marc Garrot                                    | 1 h 7 min 39 s                                      | Cathy Jonier                                        | 1 h 20 min 50 s                                     |
| 1991  | Didier Pommey                                       | 1 h 6 min 45 s                                      | Laurence Perrin                                     | 1 h 26 min 44 s                                     |
| 1992  | Georges Ribeiro                                     | 1 h 3 min 48 s                                      | Fabiola Rueda                                       | 1 h 19 min 44 s                                     |
| 1993  | Jaime Mendes                                        | 1 h 2 min 54 s                                      | Frédérique Mahieu                                   | 1 h 19 min 36 s                                     |
| 1994  | Drago Paripović                                     | 58 min 35 s                                         | Fatima Hajjami                                      | 1 h 12 min 39 s                                     |
| 1995  | Jaime Mendes                                        | 1 h 1 min 20 s                                      | Brigitte Eustache                                   | 1 h 22 min 16 s                                     |
| 1996  | Jaime Mendes                                        | 1 h 0 min 28 s                                      | Brigitte Eustache                                   | 1 h 19 min 53 s                                     |
| 1997  | Régis Roux                                          | 1 h 1 min 59 s                                      | Fabiola Rueda                                       | 1 h 13 min 39 s                                     |
| 1998  | Jaime Mendes                                        | 1 h 1 min 7 s                                       | Fabiola Rueda                                       | 1 h 13 min 42 s                                     |
| 1999  | Thierry Faveaux                                     | 59 min 43 s                                         | Fabiola Rueda-Oppliger                              | 1 h 12 min 42 s                                     |
| 2000  | Christopher N'Dome                                  | 59 min 40 s                                         | Chantal Dällenbach                                  | 1 h 10 min 4 s                                      |
| 2001  | Mohamed Boumaza                                     | 1 h 1 min 24 s                                      | Catherine Lallemand                                 | 1 h 9 min 52 s                                      |
| 2002  | John Rono                                           | 59 min 25 s                                         | Corinne Raux                                        | 1 h 11 min 31 s                                     |
| 2003  | Wilfred Kigen                                       | 59 min 30 s                                         | Catherine Chikwakwa                                 | 1 h 7 min 55 s                                      |
| 2004  | Richard Mutai                                       | 1 h 1 min 41 s                                      | Catherine Chikwakwa                                 | 1 h 9 min 26 s                                      |
| 2005  | Rémy Hayimana                                       | 1 h 2 min 42 s                                      | Svetlana Pretot                                     | 1 h 12 min 1 s                                      |
| 2006  | Egidé Manirakiza                                    | 59 min 53 s                                         | Svetlana Pretot                                     | 1 h 13 min 3 s                                      |
| 2007  | Lhoussaime Dhame                                    | 1 h 1 min 47 s                                      | Kalma Parache-Gadi                                  | 1 h 15 min 28 s                                     |
| 2008  | El Yazid El Madi                                    | 1 h 2 min 8 s                                       | Erin Sims                                           | 1 h 15 min 27 s                                     |
| 2009  | Tesfaye Eticha                                      | 1 h 0 min 42 s                                      | Pauline Wanjiru                                     | 1 h 12 min 22 s                                     |
| 2010  | Willy Nduwimana                                     | 59 min 57 s                                         | Erin Sims                                           | 1 h 17 min 12 s                                     |
| 2011  | Willy Nduwimana                                     | 57 min 12 s                                         | Gladys Chepchir                                     | 1 h 9 min 54 s                                      |
| 2012  | Eric Niyonsaba                                      | 1 h 2 min 45 s                                      | Immaculate Chemutaï                                 | 1 h 15 min 11 s                                     |
| 2013  | Willy Nduwimana                                     | 1 h 0 min 30 s                                      | Marina Kovaleva                                     | 1 h 10 min 43 s                                     |
| 2014  | James Theuri                                        | 59 min 53 s                                         | Aline Camboulives                                   | 1 h 12 min 1 s                                      |
| 2015  | Willy Nduwimana                                     | 59 min 59 s                                         | Aline Camboulives                                   | 1 h 10 min 48 s                                     |
| 2016  | Willy Nduwimana                                     | 59 min 46 s                                         | Dida Negasa                                         | 1 h 6 min 19 s                                      |
| 2017  | Willy Nduwimana                                     | 1 h 1 min 43 s                                      | Aline Camboulives                                   | 1 h 12 min 16 s                                     |
| 2018  | Théo Pellegrini                                     | 1 h 6 min 41 s                                      | Cécile Foltzer                                      | 1 h 22 min 55 s                                     |
| 2019  | Ezekiel Kiprotich                                   | 1 h 1 min 48 s                                      | Manon Mougin                                        | 1 h 16 min 17 s                                     |
| 2020  | Course annulée en raison de la pandémie de Covid-19 | Course annulée en raison de la pandémie de Covid-19 | Course annulée en raison de la pandémie de Covid-19 | Course annulée en raison de la pandémie de Covid-19 |
| 2021  | Course annulée en raison de la pandémie de Covid-19 | Course annulée en raison de la pandémie de Covid-19 | Course annulée en raison de la pandémie de Covid-19 | Course annulée en raison de la pandémie de Covid-19 |
| 2022  | Kévin Violet                                        | 1 h 7 min 3 s                                       | Aline Camboulives                                   | 1 h 15 min 57 s                                     |
| 2023  | Corentin Le Roy                                     | 1 h 2 min 28 s                                      | Addisalem Belay                                     | 1 h 12 min 4 s                                      |
| 2024  | Brian Kipchumba                                     | 1 h 4 min 0 s                                       | Addisalem Belay                                     | 1 h 11 min 25 s                                     |
| 2025  | Corentin Le Roy                                     | 59 min 52 s                                         | Isabelle Dupré                                      | 1 h 17 min 6 s                                      |

 Record de l'épreuve